# Zambiasaurus submersus
Zambiasaurus submersus è un terapside estinto, appartenente ai dicinodonti. Visse nel Triassico medio (Anisico, circa 245 - 244 milioni di anni fa) e i suoi resti fossili sono stati ritrovati in Africa.

## Descrizione
Questo animale doveva essere di grosse dimensioni se rapportato ad altri dicinodonti: il solo cranio di un esemplare adulto doveva essere lungo circa 45 centimetri e ampio 40.

### Cranio
Il cranio è stato ricostruito a partire da 18 differenti esemplari giovani e da frammenti di un esemplare adulto. Zambiasaurus, come altri dicinodonti, era privo di denti sia nella mascella che nella mandibola. Il cranio si assottigliava anteriormente, mentre era ampio nella zona dell'occipite. La regione interorbitale era ampia, mentre quella intertemporale era stretta. Il muso era smussato, con una sutura mediana piuttosto corta fra le ossa nasali. Il foro pineale era interamente circondato dalle ossa parietali, le quali erano leggermente concave antero-posteriormente. L'osso squamoso era dotato di espansioni laterali molto sviluppate. La superficie palatale della premascella era dotata di un paio di creste anteriori. 

### Scheletro postcranico
Frammenti di vertebre mostrano che le prezigapofisi erano concave e le postzigapofisi convesse. La scapola doveva essere lunga e stretta, con una spina scapolare bassa che percorreva il margine antero-laterale. L'acromion non era molto grande. L'origine del legamento scapolare del muscolo tricipite era sul margine postero-dorsale sopra il glenoide. Non vi era alcuna tacca sul margine inferiore della scapola; in questo modo il forame era completamente all'interno del precoracoide.
Lo sterno era esagonale, con un lato ventrale leggermente concavo; il lato dorsale era dotato di due protuberanze sicuramente ricoperte da cartilagine. L'omero era fortemente ritorto, e non vi era una grande area di inserzione muscolare. Il radio era snello e probabilmente più lungo dell'ulna, anch'essa sottile e dotata di estremità convesse.

## Classificazione
Zambiasaurus è un membro dei kannemeyeriiformi, un grande gruppo di dicinodonti derivati tipico del Triassico, comprendente anche forme gigantesche quali Lisowicia. In particolare, Zambiasaurus è ascrivibile agli stahleckeriidi, una famiglia derivata comprendente anche i ben noti Stahleckeria, Ischigualastia e Placerias. È considerato il più antico stahleckeriide noto e il primo ad essere stato scoperto in Africa. Analisi cladistiche indicano che Zambiasaurus era uno stretto parente di Placerias, nella sottofamiglia Placeriinae (Kammerer et al., 2013).
Zambiasaurus submersus venne descritto per la prima volta nel 1969 da Christopher Cox, sulla base di numerosi frammenti fossili ritrovati in terreni del Triassico medio (Anisico) della formazione Ntawere in Zambia. 

## Paleoecologia
L'assenza di denti, unitamente alla presenza di un grande becco ricurvo, indicano che Zambiasaurus doveva essere un erbivoro; probabilmente era un animale dai movimenti lenti.